# Pasztircsák Polina
Pasztircsák Polina (külföldön Polina Pastirchak) (Budapest, 1982. szeptember 24. –) magyar énekművész (szoprán).

## Életpályája
Budapesten született magyar édesapa és orosz édesanya második lányaként. Szülei iparművészek, nővére Pasztircsák Larisza (* 1979), a Mrs Herskin divatmárka alapítója.
19 évesen kezdett éneket tanulni Bikfalvy Júlia növendékeként. 2004-ben megnyerte a Simándy József Nemzeti Énekversenyt, majd zenei tanulmányait Olaszországban, Mirella Freni növendékeként folytatta. 2010-ben diplomázott a ferrarai Girolamo Frescobaldi Konzervatóriumban. Zenei tanulmányai mellett a Nyugat-Magyarországi Egyetem levelező tagozatán művelődésszervező diplomát szerzett. Jelenlegi mesterei Hannoverben Carol Richardson-Smith és Jeff Smith.
Operaszínpadon 2007. december 9-én debütált Modenában, Lorenzo Ferrero Le Piccole storie című kortárs operájának ősbemutatóján. A következő évadban ugyanitt nagy sikerrel játszotta Micaëla szerepét. Az igazi nemzetközi elismerést a 2009-es Genfi Nemzetközi Verseny hozta el, ahol az első díj mellett további három különdíjra tett szert. 2011-ben Partenopét énekelt a karlsruhei Handel Fesztiválon, 2013-ban Woglindét a Genfi Nagyszínház Wagner Ring produkciójában. 2011 óta Mimi, Donna Anna, Micaela, Violetta, Nedda, Desdemona, Contessa Almaviva és Amelia szerepeivel rendszeres vendégművésze a Magyar Állami Operának. 2014-ben ugyanitt részt vett Selmeczi György Spiritiszták c. művének ősbemutatójában. 2014-ben a MÜPÁ-ban nagy sikerrel énekelte Kocsis Zoltán vezényletével Richard Strauss Daphnéját. Évente tér vissza a Budapesti Wagner Fesztivál színpadára Gutrune szerepében. 2016-ban a Schwetzingeni Festiválon Cavalli Veremondájában énekelte Vespinát, később St Gallenben Mimit, a grazi Opera színpadán Humperdinck Királyi gyermekekjének női főszerepét, valamint a Toulouse-i Capitole színpadán Traviátát. 2019 óta dolgozik rendszeresen Reneé Jacobsszal és a Freiburger Barockorchesterrel.
Koncertszólistaként sokat foglalkoztatott előadó. Beethoven IX. szimfóniáját és Mahler IV. szimfóniáját Fischer Ádám, Christian Arming, Nánási Henrik és Clemens Schuldt vezényletében énekelte. 2019-ben a Harmonia Mundi lemezre vette vele a Missa Solemnist Reneé Jacobs és a Freiburger barockorchester közreműködésével. Ugyanebben az évben került felvételre a Sony által  Sosztakovics 14. szimfóniája, Michael Sanderling és a Dresdai Filharmonikusokkal. 2011-ben a gstaadi Menuhin Fesztiválon Mozart áriákat énekelt lemezre Sabine Meyer klarinétossal, a Bázeli Kamarazenekarral és Andreas Spering karmesterrel, szintén a Sony gondozásában. Mahler VIII. szimfóniájában Una poenitentium szólamát énekelte Fischer Ádám vezényletében, Arvo Pärt 80. születésnapja alkalmával a szerző jelenlétében énekelte a Como cierva sedienta művet Manchesterben. Szoprán szólistaként szerepelt többek között: Mendelssohn Lobgesang (Svéd Kamarazenekar, Thomas Dausgaard), Éliás (Vashegyi György, Orfeo Zenekar), Berlioz Nyári éjszakák és Verdi Requiem (Tiroler Symphonieorchester, Sinfonia Varsovia, Francesco Angelico), Strauss Négy utolsó ének (Suisse Romande Zenekar, Alejo Perez), Ravel Sheherazade (Nemzeti Filharmonikusok, Vaszilij Szinajszkij), Handel Brockes-passió (Howard Arman, Capella Savaria), Beethoven Egmont (Szentpétervári Filharmonikus Zenekar, Nyikolaj Alekszejev), Bach-kantáták (Concerto Köln, Maurice Steger).
Ünnepi gálákon énekelt Plácido Domingo, José Carreras, Erwin Schrott és José Cura partnereként. Operett rajongóként előszeretettel énekli a műfajt gálákon, mint az amszterdami Concertgebouw-ban Marc Albrecht vezényletével, Palermoban és Vicenzában Takács-Nagy Gábor vezényletével, Kölnben Helmut Froschauer és Kazanyban Aleksander Sladkovsky vezényletével.
Énekesi tevékenységének jelentős részét a kamarazenei koncertek és a Jan Philip Schulze zongorás kíséreteben énekelt dalestek teszik ki. Ilyen helyszínek voltak többek között a Francia Rádió, a Marburgi Konzertverein, a zürichi Tonhalle, a Zsidó Nyári Fesztivál, a Budapesti Tavaszi Fesztivál, a kamara.hu Fesztivál, a Menuhin Fesztivál, a Sommets Musicaux Gstaad, a Toulouse-i Capitole, a toblachi Mahler Fesztivál stb.

## Szerepei
- Georges Bizet: Carmen – Micaëla
- Francesco Cavalli: Veremonda, Aragónia amazonja – Vespina
- Pjotr Iljics Csajkovszkij: Jevgenyij Anyegin – Tatyjana
- Lorenzo Ferrero: Le piccole storie – Irma [ősbemutató]
- Georg Friedrich Händel: Parthenopé – címszerep
- Engelbert Humperdinck: Királyi gyermekek – Libapásztorlány
- Ruggero Leoncavallo: Bajazzók – Nedda
- Wolfgang Amadeus Mozart: Don Juan – Donna Anna
- Wolfgang Amadeus Mozart: Figaro lakodalma – Almaviva grófné
- Francis Poulenc: Az emberi hang – A nő
- Giacomo Puccini: Bohémélet – Mimì
- Selmeczi György: Spiritiszták – Colombina [ősbemutató]
- Richard Strauss: Daphné – címszerep
- Richard Strauss: A hallgatag asszony - Isotta
- Giuseppe Verdi: La Traviata – Valéry Violetta
- Giuseppe Verdi: Simon Boccanegra – Amelia Grimaldi
- Giuseppe Verdi: Otello – Desdemona
- Richard Wagner: A Nibelung gyűrűje – Gutrune; Woglinde; Harmadik norna
- Jaromir Weinberger (zeneszerző): Schwanda – Dorotka

## Diszkográfia
- Montes Breguet and Concours de Genève present Polina Pasztircsak (Danila Ivanov [gordonka], Philippe Villafranca [hegedű] stb., Musikkollegium Winterthur, vezényel: Alexander Rahbari (2010) Ysaÿe Records,[4] Nascor NS07 és La Dolce Volta LDV217
- Sabine Meyer – Mozart Arias (Sabine Meyer [klarinét], Bázeli Kamarazenekar, vezényel: Andreas Spering (2013) Sony G010003009273A
- Selmeczi György: Spiritiszták – Colombina - Magyar Állami Operaház, 2017.[forrás?]
- Gustav Mahler: VIII. szimfónia (Manuel Uhl, Fatma Said (szoprán), Katrin Wundstram (mezzoszoprán), Katharina Magiera (alt), Neal Cooper (tenor), Hanno Müller-Brachmann (bariton), Peter Rose (basszus); Clara Schumann Zeneiskola Ifjúsági Kórusa, Philharmonischer Chor Bonn, Kartäuserkantorei Köln, Düsseldorfi Szimfonikusok, vezényel: Fischer Ádám Avi Music AVI8553474
- Dmitrij Dmitrijevics Sosztakovics: A 14 szimfónia (Drezdai Filharmónikusok, vezényel: Michael Sanderling (2019) Sony 19075872462
- Ludwig van Beethoven: Missa Solemnis  (Freiburger Barockorchester, vezényel: René Jacobs (2021) Harmonia Mundi
- Carl Maria von Weber: A bűvös vadász – Agathe (Maximilian Schmitt, Kateryna Kasper stb.; Zürcher Sing-Akademie, Freiburgi Barokk Zenekar, vezényel: René Jacobs (2022) Harmonia Mundi HMM90270001

## Díjai, kitüntetései
- 2004 - Ádám Jenő Énekverseny - második helyezés
- 2004 – Simándy József Énekverseny – első helyezés
- 2009 – Genfi Nemzetközi Énekverseny – első díj, közönségdíj és három egyéb különdíj
- 2012 – ARD Zenei Verseny - különdíj
- 2014 – Székely Mihály-emlékplakett
- 2014 - Traviata Csillag a szombathelyi Iseuum Hírességek sétányán
- 2015 - Telki ifjúsági díj
- 2016 – Magyar Ezüst Érdemkereszt[5]
- 2016 - Magyar Állami Operaház Kamaraénekesi díj
- 2017 - Gundel és Nők lapja díj